# Raj (singel)
Raj – singel polskiego rapera Smolastego, promujący album studyjny, zatytułowany Pełnia. Singel został wydany 21 czerwca 2019.
Nagranie otrzymało w Polsce status potrójnej platynowej płyty.

## Geneza utworu i historia wydania
Utwór napisali i skomponowali Jonatan Chmielewski, Michał Nosowicz i Norbert Smoliński.
Singel ukazał się w formacie digital download 21 czerwca 2019 w Polsce za pośrednictwem wytwórni płytowej Warner Music Poland. Kompozycja została umieszczona na drugim albumie studyjnym Smolastego – Pełnia.

## Teledysk
Do utworu powstał teledysk, który udostępniono w dniu premiery singla za pośrednictwem serwisu YouTube.

## Lista utworów
- Digital download[5]

1. „Raj” – 3:00

## Certyfikaty
| Kraj          | Certyfikat         |
| ------------- | ------------------ |
| Polska (ZPAV) | 3x platynowa płyta |